# Trident (navă spațială)
Trident este un concept de misiune spațială către planetele exterioare propus în 2019 în cadrul Programului Discovery al NASA. Conceptul include survolarea planetelor Jupiter și Neptun, cu accent pe  Triton, cel mai mare satelit al lui Neptun.
În 2020, Trident a fost selectat împreună cu alte trei propuneri Discovery pentru studii suplimentare, două dintre acestea urmând să fie selectate pentru a zbura ca Discovery 15 și 16. La 2 iunie 2021, NASA a selectat misiunile spre Venus DAVINCI+ și VERITAS în detrimentul misiunilor Trident și Io Volcano Observer.

## Istoric
Triton este cel mai mare satelit al lui Neptun. În 1989, Voyager 2 a trecut pe lângă aceast satelit la o distanță de 40.000 km, și a descoperit mai mulți criovolcani pe suprafața sa. Triton este activă din punct de vedere geologic, suprafața sa este tânără și are relativ puține cratere de impact. Are o atmosferă foarte subțire. Voyager 2 a reușit să observe doar aproximativ 40% din suprafața lui Triton.
Conceptul Trident a fost propus în martie 2019 în cadrul programului Discovery al NASA. Conceptul misiunii este sprijinit de Programul de explorare a lumilor oceanice al NASA și este menit să contribuie la răspunsul la unele dintre întrebările generate de survolul lui Voyager 2 din 1989.

## Derularea misiunii
Trident profită de o aliniere eficientă de asistență gravitațională a lui Jupiter și Neptun (care are loc o dată la 13 ani) pentru a profita de o fereastră de observație îngustă care permite evaluarea schimbărilor în criovulcanismul lui Triton și a caracteristicilor de suprafață de la precedenta întâlnire a lui Neptun–Triton de către Voyager 2 în 1989.
Cu ajutorul imaginilor de înaltă rezoluție și a unei configurații orbitale unice a lui Triton în 2038, Trident ar putea obține o hartă aproape completă a lunii lui Neptun în timpul singurului său zbor. Trident ar trece prin atmosfera subțire a lui Triton, la o distanță de 500 km de suprafață, ar eșantiona ionosfera cu un spectrometru de plasmă și ar efectua măsurători de inducție magnetică pentru a evalua potențiala existență a unui ocean intern.
Vehiculul de lansare propus pentru Trident este Atlas V 401, dacă nu va fi înlocuit cu racheta Vulcan.
Data de lansare propusă în octombrie 2025 (cu o rezervă în octombrie 2026) ar profita de o fereastră de lansare care are loc o dată la 13 ani, când Pământul este aliniat cu Jupiter. Nava spațială ar folosi atracția gravitațională a lui Jupiter ca o praștie direct spre Triton pentru o întâlnire prelungită de 13 zile în 2038.

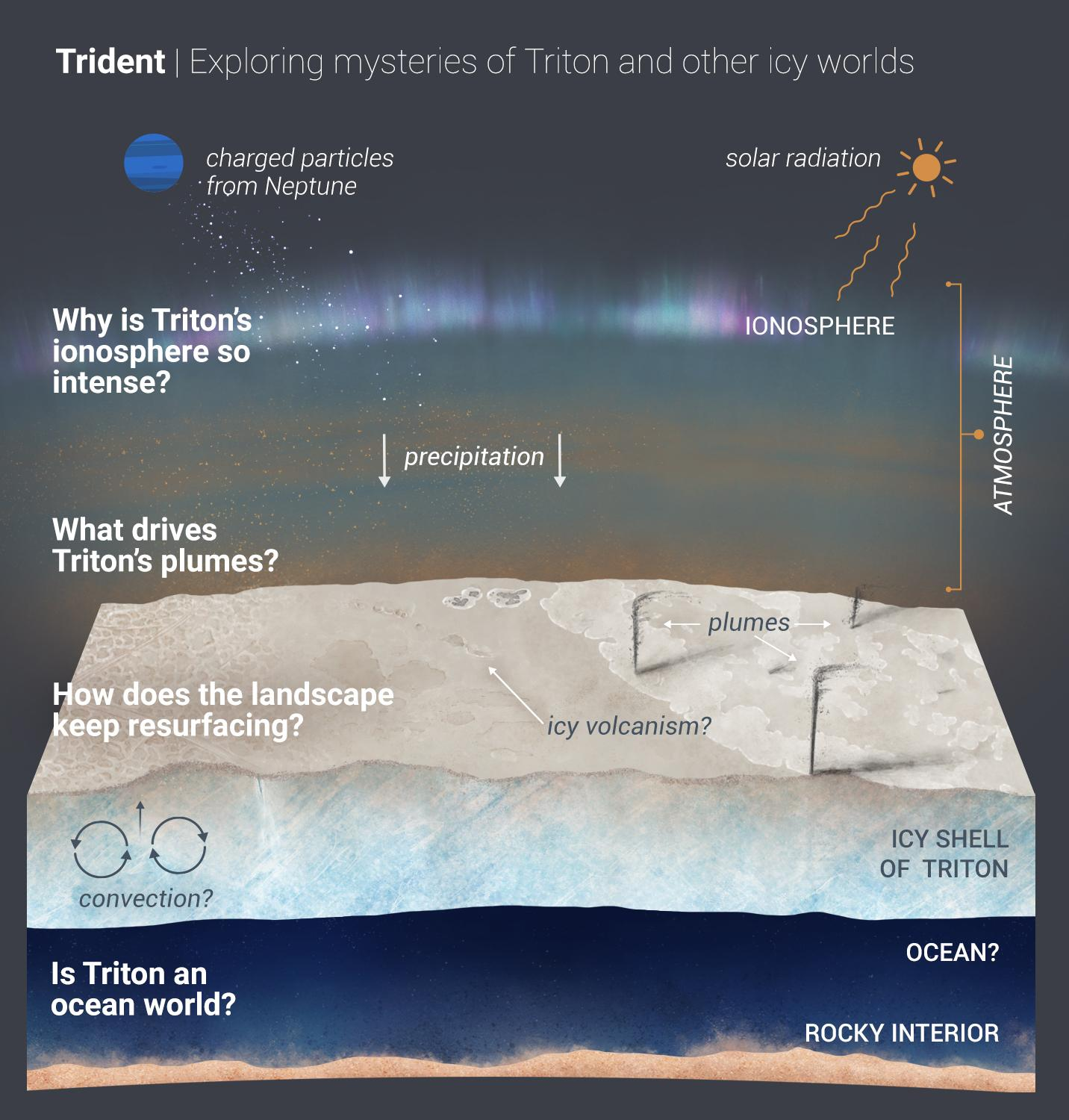
Satelitul Triton al lui Neptun – Propunere de misiune Trident (16 iunie 2020)

## Obiecte pe careTridentle-ar vizita

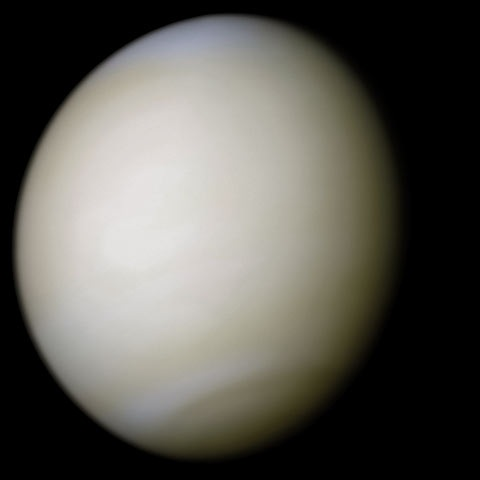
Venus (survol)
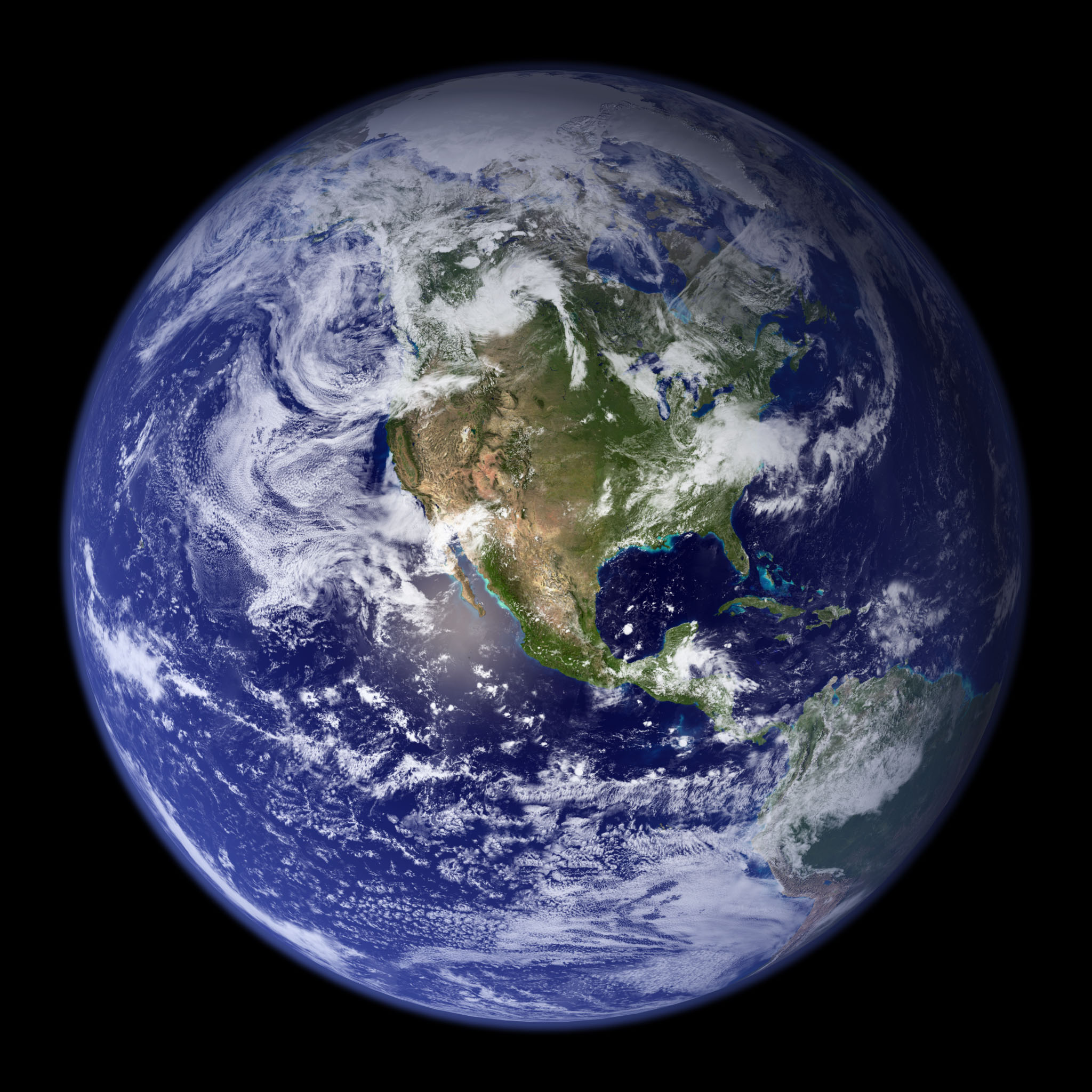
Pământ (3x survoluri)
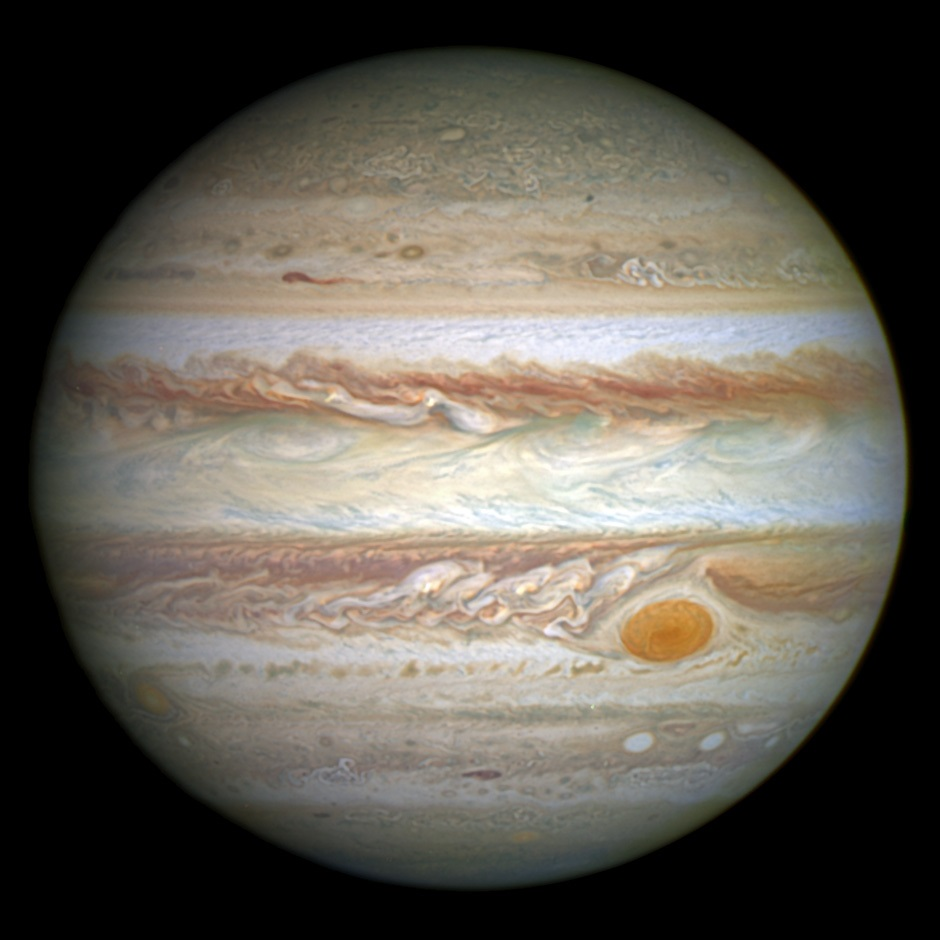
Jupiter (survol)
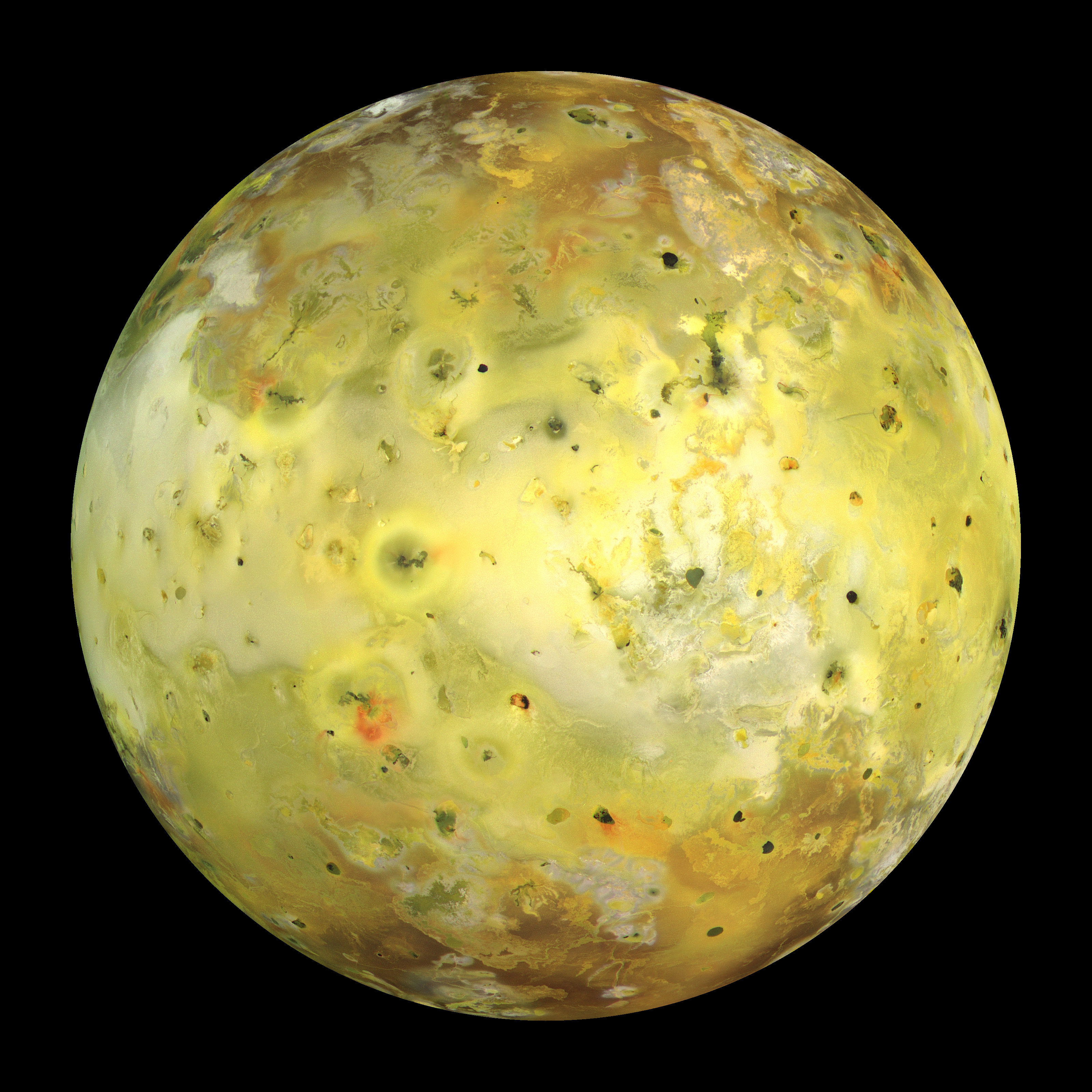
Io (survol)
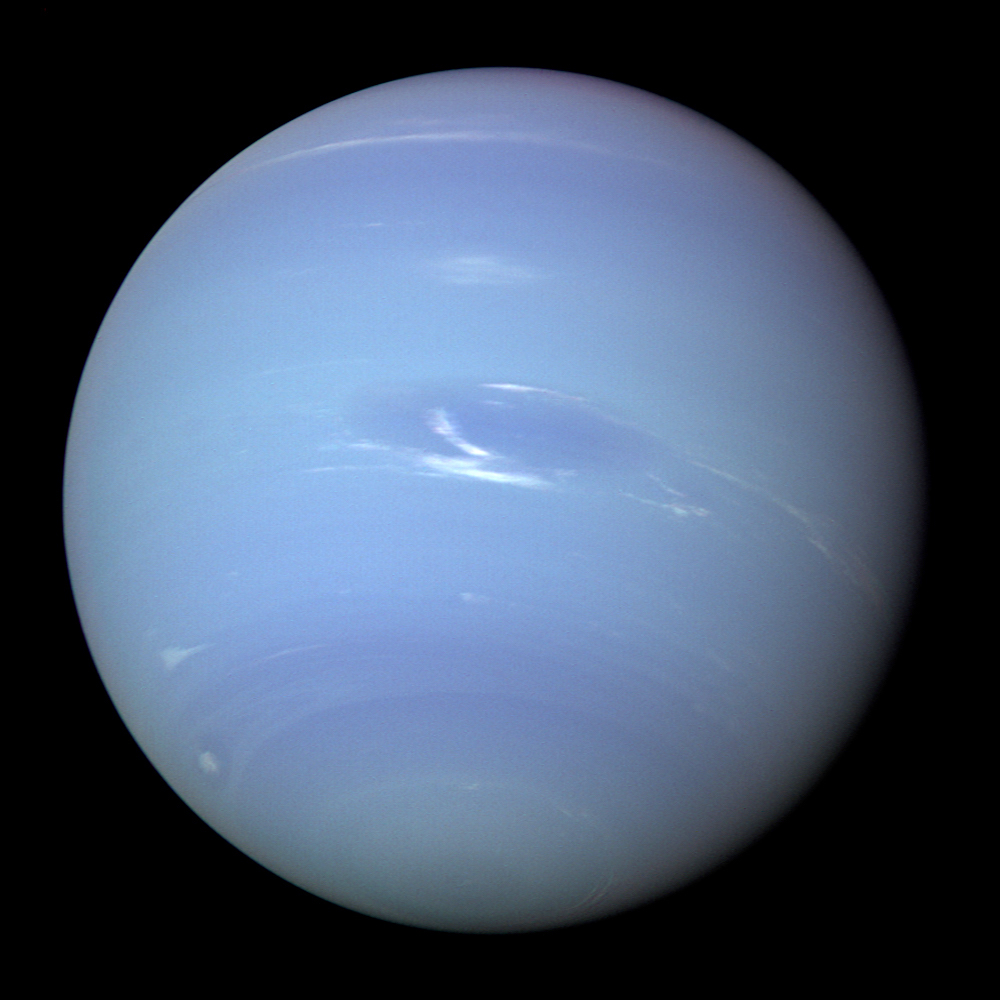
Neptun (survol țintă)
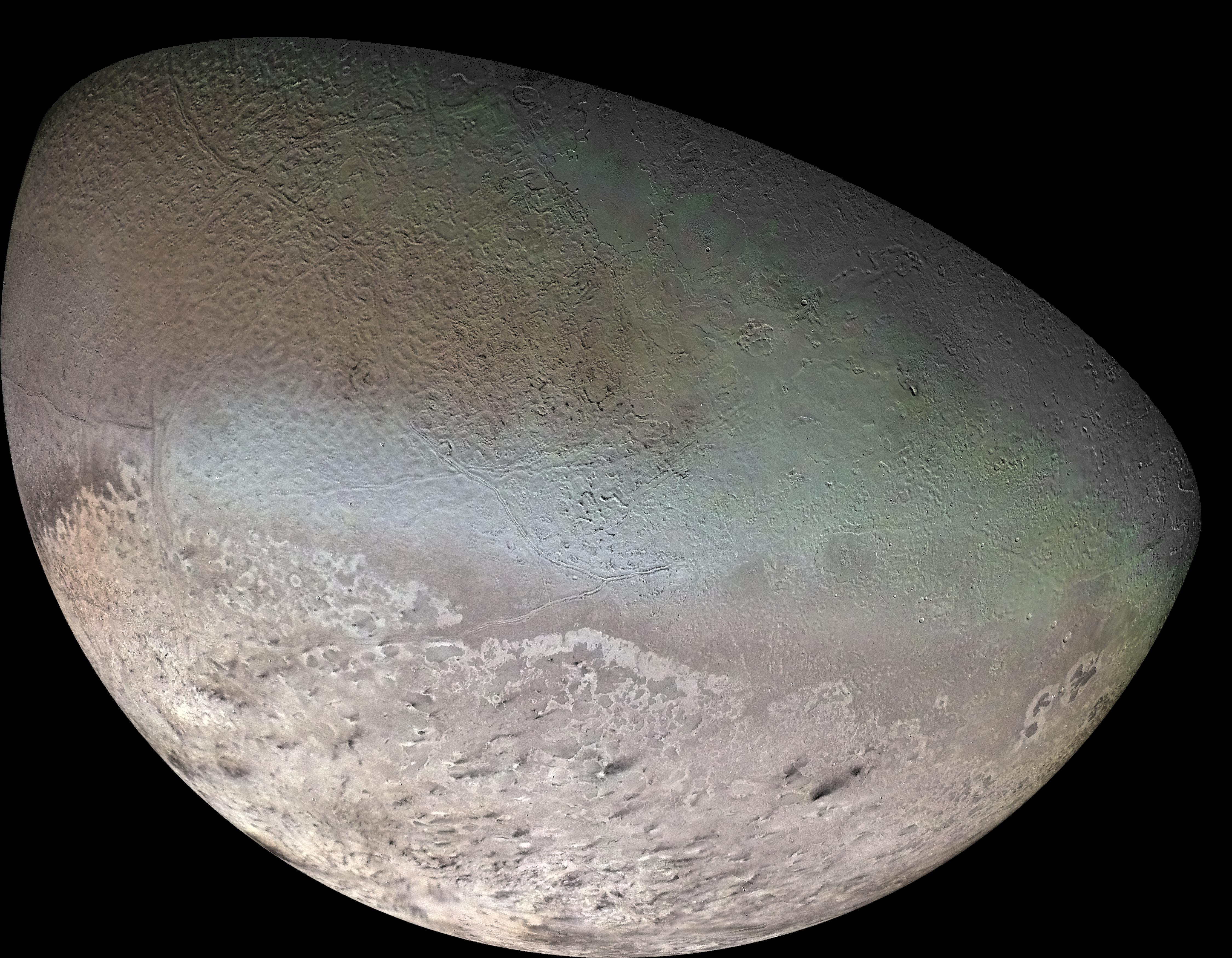
Triton (survol țintă)